# Courties
Courties ist eine französische Gemeinde mit 46 Einwohnern (Stand 1. Januar 2022) im Département Gers in der Region Okzitanien (vor 2016: Midi-Pyrénées). Sie gehört zum Arrondissement Mirande und zum Kanton Pardiac-Rivière-Basse.
Die Einwohner werden Courtisans und Courtisanes genannt.

## Geographie
Courties liegt circa 21 Kilometer westnordwestlich von Mirande in der historischen Provinz Armagnac am südwestlichen Rand des Départements.
Umgeben wird Courties von den vier Nachbargemeinden:
|             |                                             | Louslitges    |
| Beaumarchés | Kompassrose, die auf Nachbargemeinden zeigt | Armous-et-Cau |
|             | Tourdun                                     |               |

Courties liegt im Einzugsgebiet des Flusses Adour.
Der Lys, ein Nebenfluss des Bouès, bildet zu einem großen Teil die natürliche Grenze zur südlichen Nachbargemeinde Tourdun.
Der Ruisseau de Mauran, ein Nebenfluss des Midou, fließt an der Grenze zur nordöstlichen Nachbargemeinde Louslitges entlang.

## Einwohnerentwicklung

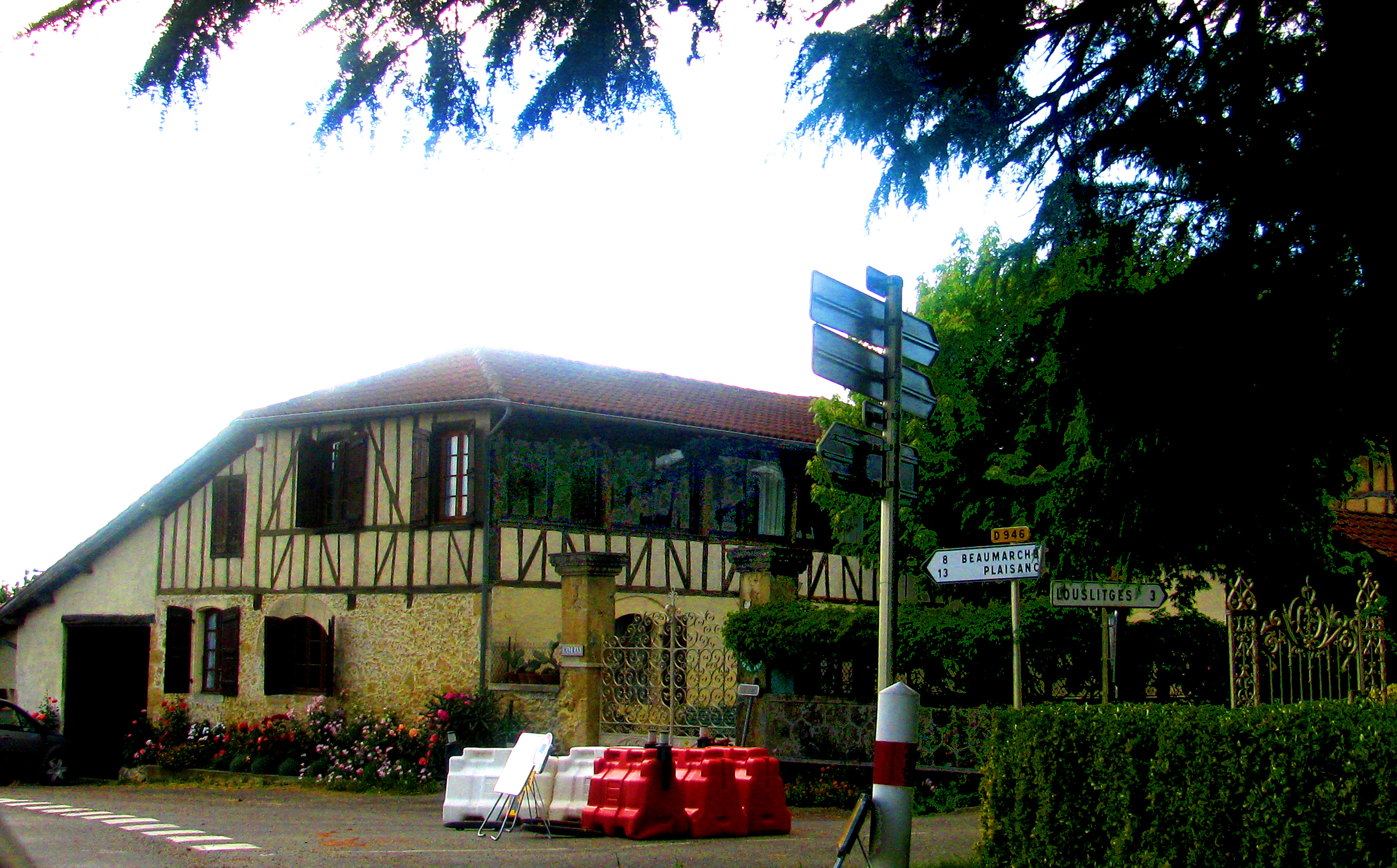
Fachwerkhaus in Courties

Nach Beginn der Aufzeichnungen stieg die Einwohnerzahl bis zur Mitte des 19. Jahrhunderts auf einen Höchststand von rund 295. In der Folgezeit sank die Größe der Gemeinde bei zwischenzeitlichen Erholungsphasen bis zur ersten Dekade des 21. Jahrhunderts auf ihren tiefsten Stand von rund 45 Einwohnern, bevor eine Phase mit moderatem Wachstum einsetzte.
| Jahr                       | 1962 | 1968 | 1975 | 1982 | 1990 | 1999 | 2006 | 2011 | 2020 |
| Einwohner                  | 83   | 80   | 57   | 49   | 61   | 49   | 43   | 47   | 49   |
| Quellen: Cassini und INSEE |      |      |      |      |      |      |      |      |      |

## Pfarrkirche Saint-Pierre-aux-Lien
Sie birgt ein Ölgemälde aus dem 18. Jahrhundert, das seit dem 18. Januar 1999 als Monument historique der Objekte eingeschrieben ist. Es ist ein Werk des Malers und Bildhauers Jean Chavauty und stellt den Schutzpatron, den Apostel Petrus dar.

## Wirtschaft und Infrastruktur
Courties liegt in den Zonen AOC
- der Weinanbaugebiete des Saint-Mont (blanc, rosé, rouge),
- des Armagnacs (Armagnac, Bas-Armagnac, Haut-Armagnac, Armagnac-Ténarèze und Blanche Armagnac),
- des Likörweins Floc de Gascogne (blanc, rosé),
- der Schweinerasse Porc noir de Bigorre und
- des Schinkens Jambon noir de Bigorre.[4]

### Verkehr
Courties ist über die Routes départementales 134 und 946 erreichbar.